# Dziennik Urzędowy Guberni Sandomierskiej
Dziennik Urzędowy Guberni Sandomierskiej (DUGS) - wydawnictwo z lat 1838–1844 zawierające akty normatywne guberni sandomierskiej oraz ich omówienia.
DUGS został zastąpiony przez Dziennik Urzędowy Guberni Radomskiej.